# Psicologia ambiental
A psicologia ambiental é o estudo do comportamento humano em sua interrelação com o meio ambiente. É considerada uma área emergente em psicologia, os primeiros estudos, originaram-se em 1960, tendo um de seus expoentes o psicólogo Kurt Lewin. A maioria destes trabalhos teve origem no reconhecimento dos problemas ambientais, como a poluição, que começou a ter relevo nas representações coletivas.
A Psicologia Ambiental busca compreender o comportamento humano nas suas mais diversas situações de interação com o meio. As diferentes manifestações comportamentais são investigadas num contexto de permanência no transito, na compreensão da percepção do seu papel no ambiente e, até mesmo em Condições Ambientais Extremas (CAE).
A Psicologia Ambiental estuda o homem em seu contexto físico e social. Busca as suas inter-relações (isto é, relações mútuas) com o ambiente, atribuindo importância às percepções, atitudes, avaliações ou representações ambientais, ao mesmo tempo considerando os comportamentos associados a elas. A Psicologia Ambiental se interessa pelos efeitos das condições do ambiente sobre os comportamentos individuais tanto quanto como o indivíduo percebe e atua em seu entorno. Os efeitos destes fatores, físicos e sociais, estão associados à percepção que se tem deles, e, neste sentido, estudam-se as interações. Tem sido considerada como a Psicologia do Espaço, analisando percepções, atitudes e comportamentos de indivíduos e comunidades em estreitas relações com o contexto físico e social. A noção de espaço e lugar ocupa uma posição central na compreensão das relações do homem com seu ambiente. Trata-se, portanto, de uma posição nova, uma diferente e mais consistente maneira de entender o desenvolvimento humano e social.

## História
O psicólogo Kurt Lewin (1890-1947) foi um dos primeiros a dar importância à relação entre o ser humano e o ambiente. O seu objetivo era determinar a influência que o meio ambiente exercia sobre as pessoas, as relações que com ele estabelecem, o modo como as pessoas agem, reagem e se organizam conforme o meio ambiente. Esse objetivo leva a criação da Teoria de campo, onde traz que o mesmo objeto pode ser interpretado de forma individual por cada pessoa que o observa. 
Apesar da pesquisa de Lewin, a Psicologia Ambiental apenas se consolida como área de pesquisa na década de 70 devido ao aumento dos estudos de arquitetura voltados para a expansão das cidades urbanas, em decorrência da Segunda Guerra Mundial e a preocupação com espaços urbanos adaptados para as demandas sociocultural de seus habitantes. A partir desta preocupação surge a interação entre psicologia e espaços urbanos, isso é observado na criação do primeiro periódico na área, o "Environment and Behavior" em 1969, e contava com uma equipe de dois psicólogos e quatro arquitetos, assim trazendo as diferentes visões das duas áreas sobre o tema. Isso molda a área nos próximos anos, sendo esta um campo interdisciplinar entre a psicologia, arquitetura e outras áreas que analisam o ser humano e sua relação com o ambiente no qual está englobado.

## Principais conceitos
Günther traz em com base na teoria de Fisher, Bell e Baum, que a Psicologia Ambiental possui seis aspectos básicos. Sendo estes:.
1. Gestalt: A compreensão que não apenas o ambiente ou a pessoa, mas uma relação que está fortemente relacionada com o seu contexto e com o interesse de foco do pesquisador;
2. Inter-relação: Que há uma relação reciproca e constante entre a pessoa e seu ambiente, onde os dois se alteram num processo constante de mudança;
3. Psicologia Social: Há uma sobreposição das temáticas entre a Psicologia Ambiental e a Social, isso ocorre devido ao objeto de estudo dessas áreas e por muitos psicólogos ambientais terem em sua basem teorias da psicologia social;
4. Interdisciplinaridade: Há uma constante relação em a Psicologia Ambiental e outras áreas do conhecimento fora da psicologia. Isso ocorre devido a visão do "Mundo real" que é necessária para uma compreensão plena dos fenômenos observados.
5. Multi-metodológico: Devido ao formato de análise e histórico da área, é comum que os estudos possuam uma variedade de métodos utilizados para que fosse possível avaliar com maior evidência o fenômeno observado;
6. Pesquisa-ação: A área possui um foco prático em problemas, assim as pesquisas na área tendem a buscar uma mudança real no mundo, misturando o teórico com o prático já no seu processo de construção do conhecimento.

Esses traços são observados continuamente na área, principalmente com o avanço do interesse na área de educação ambiental, onde o conhecimento da psicologia ambiental surge para colaborar na compreensão dos comportamentos referentes a conversação ambiental. Também é possível observar o conhecimento da área aplicado em ambientes como escolas, hospitais e ambientes de trabalho. 
Essa diversidade de locais é um efeito direto da interdisciplinaridade na área, além de compreender as relações sociais presentes na construção do que é considerado como o ambiente. 

## Maiores Especialistas
- Ana Paula Soares da Silva
- Davi Maia Rocha
- Gabriel Moser
- Gustavo Massola
- Hartmut Günther
- John Thøgersen
- José Q. Pinheiro
- Sylvia Cavalcante
- Robert Gifford